# CHV Noticias 24/7
CHV Noticias 24/7 es un canal de televisión por suscripción chileno de noticias. Es propiedad de Paramount Global y emitido a través de la plataforma gratuita Pluto TV.

## Historia
Luego de que se confirmara que WarnerMedia vende la totalidad de Chilevisión a un eventual próximo comprador, Chilevisión fue adquirido por ViacomCBS (hoy Paramount Global). Hasta 2022, los servicios informativos de Chilevisión estaban aliados con CNN Chile. Debido a esto Chilevisión decide desarrollar su propio canal de noticias vía streaming, y se dio a conocer a inicios de 2022 que sería lanzado en Pluto TV. Finalmente el 9 de marzo de 2022 salió al aire, conectándose en simulcast con los noticieros del canal abierto y desarrollando de forma paulatina programas propios.
En la actualidad, los programas propios que emite el canal son: Contigo CHV Noticias A.M Pluto TV, que se emite de lunes a viernes de 08:00 a 09:30, CHV Noticias Tarde Pluto TV, que se emite de lunes a viernes de 18:00 a 19:30, CHV Noticias Cierre Pluto TV, que se emite de lunes a viernes de 00:00 a 01:30, Expediente CHV, que emite reportajes históricos del noticiero, CHV Futuro, que emite reportajes de ciencia, tecnología y estilo de vida, Vivir Mejor y Tu Bolsillo, que emiten reportajes económicos, CHV Show, que emite reportajes de tendencias y espectáculos, y Convención en CHV Noticias, que retransmite las sesiones de la Convención Constitucional.

## Presentadores
| Programa                     | Lunes a viernes | Reemplazos      |
| ---------------------------- | --------------- | --------------- |
| CHV Noticias A.M Pluto TV    | Karina Álvarez  | Patricio Ángulo |
| CHV Noticias Tarde Pluto TV  | Pablo Torres    |                 |
| CHV Noticias Cierre Pluto TV | Pablo Torres    |                 |
| Expedientes CHV              | Carolina Vera   |                 |
| CHV Futuro                   | Humberto Sichel |                 |

Los noticieros no deben confundirse con los que se emiten por señal abierta, los cuales también son transmitidos en simulcast por CHV Noticias 24/7.